# Барк
Барк (фр. Barc) насеље је и општина у северној Француској у региону Горња Нормандија, у департману Ер која припада префектури Берне.
По подацима из 2011. године у општини је живело 1.093 становника, а густина насељености је износила 96,3 становника/km². Општина се простире на површини од 11,35 km². Налази се на средњој надморској висини од 130 метара (максималној 158 m, а минималној 105 m).

## Демографија
| 1962. | 1968. | 1975. | 1982. | 1990. | 1999. | 2011. |
| ----- | ----- | ----- | ----- | ----- | ----- | ----- |
| 526   | 594   | 579   | 639   | 766   | 772   | 1.093 |

График промене броја становника у току последњих година